# Catageus cerberus
Espèce
Synonymes
- Stygophrynus cerberus Simon, 1901

Catageus cerberus est une espèce d'amblypyges de la famille des Charontidae.

## Distribution
Cette espèce est endémique de Thaïlande.

## Description
Catageus cerberus mesure de 20 à 28 mm.

## Publication originale
- Simon, 1901 : On the Arachnida collected during the Skeat expedition to the Malay Peninsula. Proceedings of the Zoological Society of London, vol. 1901, no 2, p. 45-84 (texte intégral).